# Émile Poilleux
Émile Poilleux (Parigi, 28 luglio 1866 – Parigi, 27 ottobre 1924) è stato un violinista e compositore francese.

## Biografia
Émile Poilleux nacque a Parigi (I arrondissement) il 28 luglio 1866.
Dopo aver studiato al Conservatorio di Parigi, Poilleux entrò nell'Orchestra Sinfonica di Nancy e successivamente in quella di Strasburgo.
Pubblicò diverse opere sul violino e sulla musica ed è stato autore di numerosi spartiti (vedi bibliografia).
Poilleux fu insegnante di violino alla scuola Galin-Paris-Chevé.
Morì nella XVII arrondissement di Parigi il 27 ottobre 1924.

## Composizioni
- Vingt études chantantes et caractéristiques per violino di Émile Poilleux
- Méthode de violon élémentaire et progressive en notation chiffrée[5] di Émile Poilleux e l'École Galin-Paris-Chevé

## Discografia
Nel 2024 il violista italiano Marco Misciagna ha registrato in prima mondiale i 20 Études chantantes et caractéristiques di Poilleux per violino, trascritti per viola.